# La Perle de la Canebière
La Perle de la Canebière est une comédie en un acte mêlé de chants d'Eugène Labiche, représentée pour la 1re fois à Paris au Théâtre du Palais-Royal le 10 février 1855.
- Collaborateur Marc-Michel.
- Editions Michel Lévy frères.

## Argument
Une matinée, à Paris, chez Monsieur Beautendon, un parfumeur parisien.
Antoine, le domestique reçoit ses instructions. M Beautendon attend de Cambrai, Mme de Sainte Poule et sa fille Blanche, qui doit prochainement épouser son timide fils Godefroid.
Godefroid, a, il y a peu, passé un séjour à Marseille chez une fulminante veuve, « Théréson Marcasse ». Effarouché par le comportement de la veuve, il avait quitté son logis sans prendre congé. Pour pallier cette inconvenance, son père M. Beautendon avait inventé que Godefroid était en fait amoureux d'elle, et que, c'est pour cette raison qu'il s'était enfui.
Hélas Beautendon ne pouvait prévoir que la méridionale débarquerait chez lui, avec sa bonne "Miette" semant ainsi la pagaille le jour où Godefroid devait se fiancer.

## Quelques répliques
Théréson (désignant Mme de Sainte Poule) Cette grosse, c'est la nourrice ?
Mme de Sainte poule : Comment ??
Beautendon : ne faites pas attention, c'est une locution du midi !

## Distribution
| Acteurs et actrices ayant créé les rôles      |                   |
| Personnage                                    | Acteur ou actrice |
| Beautendon, ancien parfumeur                  | Grassot           |
| Godefroid, son fils                           | Brasseur          |
| Antoine, domestique                           | M. Octave         |
| Théréson Marcasse, riche Marseillaise, 23 ans | Aline Duval       |
| Mme de Sainte-Poule                           | Mme Thierret      |
| Miette, jeune Marseillaise, bonne de Théréson | Mlle Désirée      |
| Blanche, fille de Mme de Sainte-Poule         | Mlle Céluta       |